# Porongo
Porongo ist eine Ortschaft im Departamento Santa Cruz im Tiefland des südamerikanischen Anden-Staates Bolivien.

## Lage im Nahraum
Porongo ist der zentrale Ort des Kanton Ayacucho und Verwaltungssitz des Municipios Porongo in der Provinz Andrés Ibáñez. Die Ortschaft liegt auf einer Höhe von 470 m am linken Ufer des Río Piraí.

## Geographie
Porongo weist ein semihumides schwülfeuchtes Tropenklima auf mit geringen Tages- und Nachtschwankungen der Temperaturen.
Der jährliche Niederschlag in der Region liegt bei etwa 1000 mm, die Jahresdurchschnittstemperatur bei etwa 24 °C (siehe Klimadiagramm Santa Cruz). Einer kurzen Trockenzeit in Juli und August mit Monatsniederschlägen von unter 50 mm steht eine ausgedehnte Feuchtezeit gegenüber, in der von November bis Februar die Monatswerte deutlich über 100 mm hinausgehen. Die monatlichen Durchschnittstemperaturen schwanken zwischen 20 °C im Juni und Juli und 26 °C von Oktober bis Dezember.

## Verkehrsnetz
Porongo liegt in einer Entfernung von 20 Straßenkilometern südwestlich von Santa Cruz, der Hauptstadt des Departamentos.
Von Porongo aus führt eine unbefestigte Landstraße achtzehn Kilometer in nordöstlicher Richtung bis Urubó, wo eine Brücke den hier 300 m breiten Río Piraí überquert und nach weiteren zwei Kilometern den Außenring von Santa Cruz erreicht.
Weitere Straßenverbindungen führen von Porongo aus in westlicher und südwestlicher Richtung, durchqueren den Río Piraí und erreichen die Ortschaften El Carmen und Villa Simón Bolívar an der asphaltierten Nationalstraße Ruta 7, die von Santa Cruz nach Cochabamba führt.

## Bevölkerung
Die Einwohnerzahl des Ortes ist in den vergangenen beiden Jahrzehnten um etwa ein Drittel angestiegen:
| Jahr | Einwohner | Quelle       |
| ---- | --------- | ------------ |
| 1992 | 1134      | Volkszählung |
| 2001 | 1185      | Volkszählung |
| 2012 | 1433      | Volkszählung |
| 2024 |           | Volkszählung |

Aufgrund der seit den 1960er Jahren durch die Politik geförderten Zuwanderung indigener Bevölkerung vom Altiplano weist die Region einen gewissen Anteil an Quechua-Bevölkerung auf, im Municipio Porongo sprechen 13,0 Prozent der Bevölkerung Quechua.